# Универзитет у Коимбри
Универзитет у Коимбри (порт. Universidade de Coimbra) је државни универзитет у Коимбри. Првобитно основан 1290. године у Лисабону, више пута се селио до 1537. када је дошао у Коимбру. Међу најстаријим је универзитетима у непрекидном раду на свету, најстарији у Португалији, а одиграо је значајну улогу у развоју високог образовања на португалском говорном подручју. Године 2013. Унеско га је светском баштином, наводећи његову архитектуру, јединствену културу и традицију, као и историјску улогу.
Данас се састоји од осам факултета, који пружају основне, мастер и докторске академске студије у скоро свим важнијим областима. По њему је названа Коимбрска група основана 1985. године, чији је један од оснивача. Уписује преко 20.000 студената, од којих је више од 15% долази ван Португалије, један је од најкосмополитских универзитета у земљи.
Током векова похађали су га португалски национални песник Луис де Камоис, математичар Педро Нунес, многи државници, премијери и председници Португала и добитник Нобелове награде Антонио Мониз.